# Elton (Durham)
Elton – wieś w Anglii, w hrabstwie ceremonialnym Durham, w dystrykcie (unitary authority) Stockton-on-Tees. Leży 29 km na południowy wschód od miasta Durham i 348 km na północ od Londynu.